# Vlag van Jönköping

Vlag van Jönköpings län

De vlag van Jönköping is de vlag van Jönköpings län, een provincie in Zweden. De vlag bestaat uit een rood veld met een zilveren kasteel met kantelen dat oprijst uit een blauwe stam gevormd door een golfkooi, met drie gekanteelde torens, de middelste het hoogst, zwarte ramen, deuren en poort, en een verhoogd zilveren poorthek, en daarboven een blauwe stenen stam bedekt met drie gouden kronen gerangschikt in balken. Het is een vierkante banier van het wapen van deze Zweedse provincie. De vlag en het wapen werd op 12 juni 1942 officieel aangenomen.
Het wapen, waarin het hoofdgedeelte het wapen van Jönköping is en de drie kronen de staatsmacht vertegenwoordigen in de vorm van het bestuur van de provincie, werd aangenomen in 1942. Voordien werd een variant gebruikt waarbij de drie kronen geplaatst waren zoals in het nationale wapen van Zweden. Er zijn drie landschappen in Småland en de leeuw uit het wapen van het landschap Småland werd al gebruikt in de wapens van de andere twee graafschappen, vandaar dat een voorstel om hem hier toe te voegen niet is doorgegaan.